# 무령왕릉 지석
무령왕릉 지석(武寧王陵 誌石)은 백제 25대 왕인 무령왕과 왕비의 지석으로 2매로, 국립공주박물관에 소장, 전시되고 있다. 
1974년 7월 9일 대한민국의 국보 제163호 지석(誌石)으로 지정되었다가, 2010년 8월 25일 현재의 명칭으로 변경되었다.

## 개요
이 지석은 백제 25대 왕인 무령왕과 왕비의 지석으로 2매이다. 이 2매의 지석은 왕과 왕비의 장례를 지낼 때 땅의 신에게 묘소로 쓸 땅을 사들인다는 문서를 작성하여 그것을 돌에 새겨넣은 매지권으로, 1971년 무령왕릉이 발견될 때 함께 출토되었다.
왕의 지석은 가로 41.5cm, 세로 35cm이며, 표면에 5∼6cm의 선을 만들고 그 안에 6행에 걸쳐 새겼다. 왕의 기록은『삼국사기』의 기록과 일치하고 있다. 뒷면에는 주위에 네모나게 구획선을 긋고 그 선을 따라 12방위를 표시하였는데, 무슨 이유인지는 알 수 없으나 서쪽 부분은 표시하지 않았다.
다른 하나는 왕비의 지석인데 가로 41.5cm, 세로 35cm이며, 2.5∼2.8cm 폭으로 선을 긋고 4행에 걸쳐 새겼다. 선을 그은 부분은 13행이지만 나머지 부분은 공백으로 그대로 남겨 두었다. 뒷면에는 매지문(買地文:땅을 샀다는 문서)을 새겼다. 원래 매지권은 무령왕을 장사지낼 때 만들어진 것인데 그 후 왕비를 합장하였을 때 이 매지권의 뒷면을 이용하여 왕비에 관한 묘지문을 새겼던 것이다. 
이 지석은 삼국시대의 능에서 발견된 유일한 매지권으로서 무덤의 주인공을 알 수 있게 한 것으로, 여기에는 당시 백제인들의 매장풍습이 담겨져 있어 매우 귀중한 자료로 평가되고 있다. 또한 무령왕릉에서 발견된 다른 유물들과 함께 6세기 초 백제와 중국 남조와의 문화적 교류를 보여주는 것으로서 백제사 연구에 귀중한 자료가 된다.

## 사진

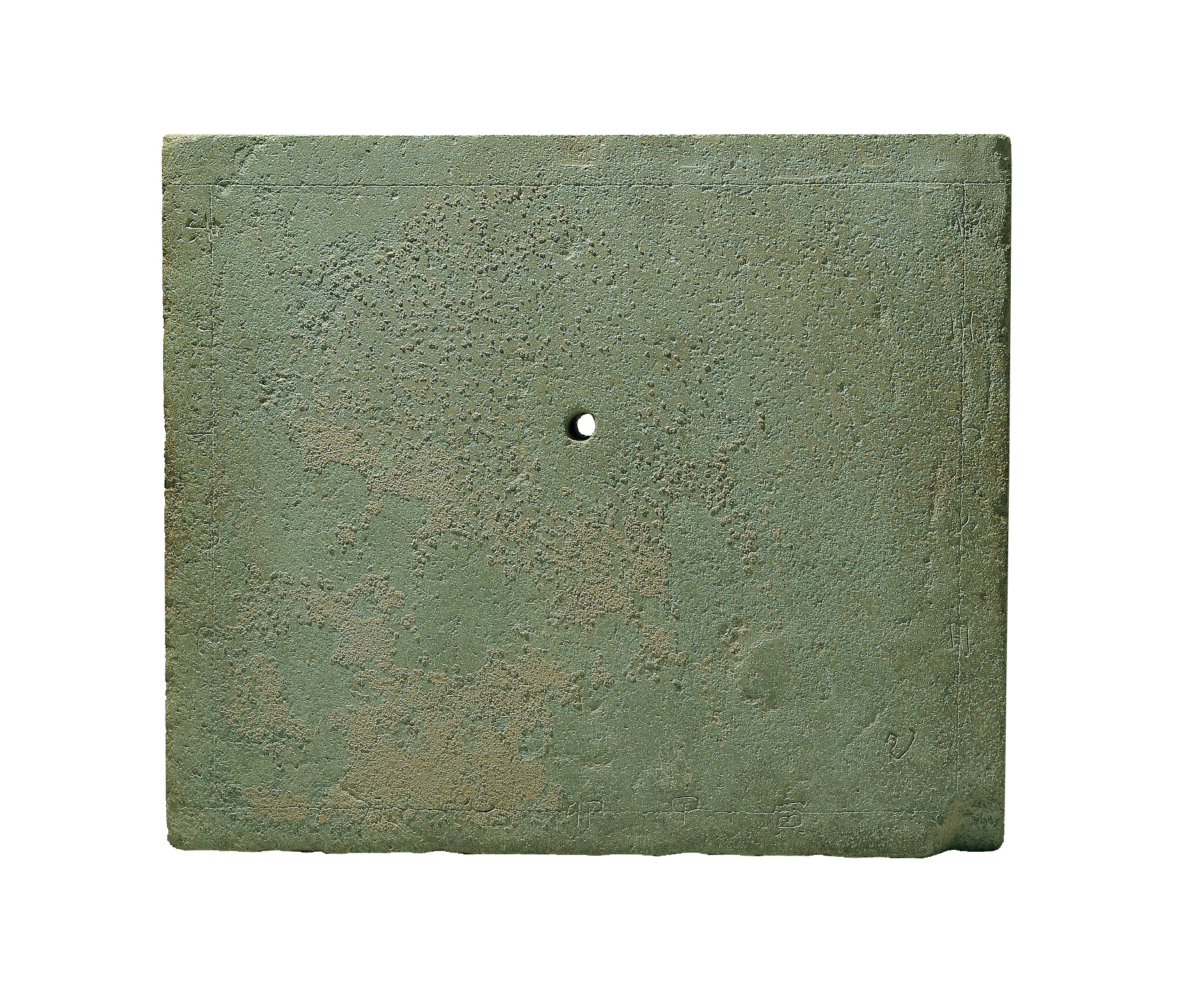
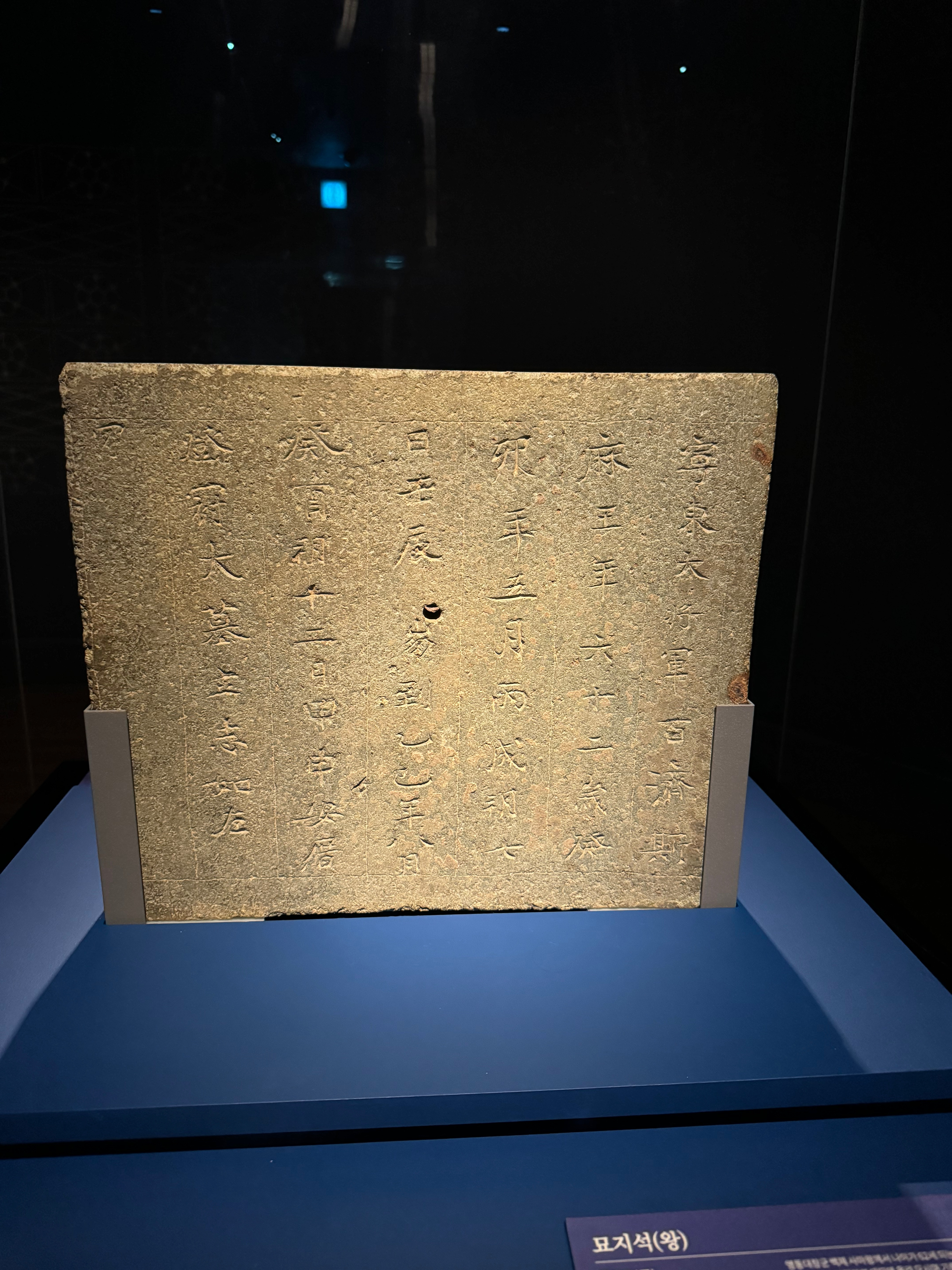

## 같이 보기
- 무령왕릉

## 참고 문헌
- 무령왕릉 지석 - 국가유산청 국가유산포털